# Alps del Delfinat

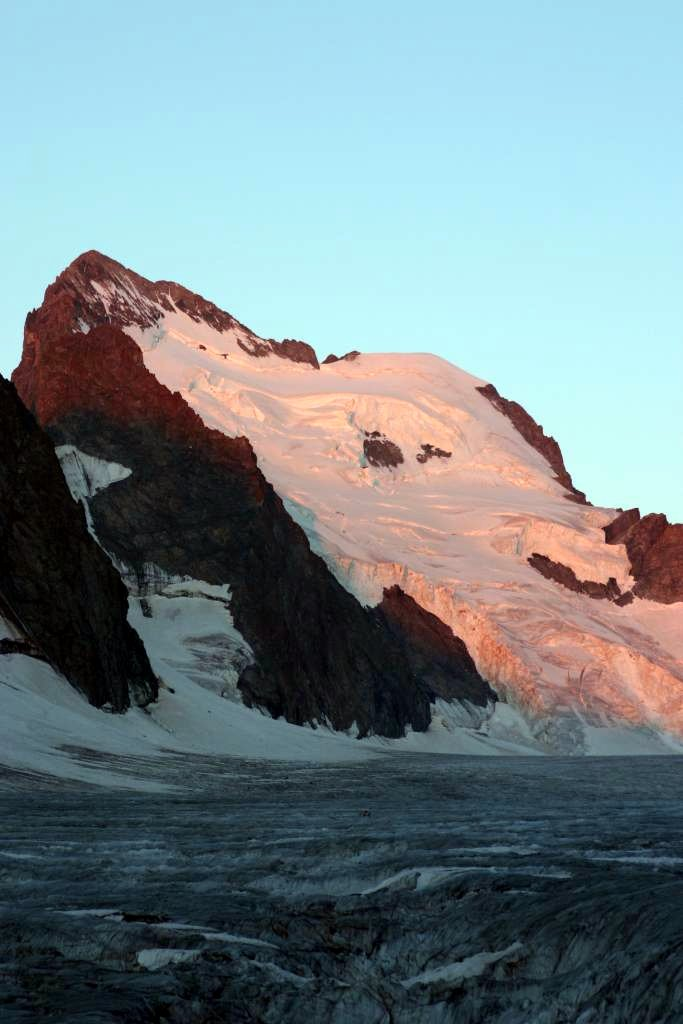
Barre des Écrins, juliol de 2006

Els Alps del Delfinat (en francès, Alps du Dauphiné) són una secció del sector dels Alps del sud-oest, segons la classificació SOIUSA, amb el seu punt més elevat a 4.102 msnm a la Barre des Écrins. Es troba en el sud-est de França, a l'oest de la cadena principal dels Alps. Estan separats dels Alps Cotians a l'est pel Coll del Galibier i la vall alta del Durance; dels Alps de Graies occidentals (Massís Vanoise) al nord-est pel riu Arc; de les serralades menors de l'Altiplà de Vercors i de les Muntanyes Chartreuse a l'oest pels rius Drac i Isèra.

## Classificació
La Partició dels Alps que es va adoptar l'any 1926, després del IX Congrés Geogràfic Italià de 1924, ja considerava aquesta partició com a Alps del Delfinat. La nova classificació internacional SOIUSA, publicada el 2005, la manté amb el mateix estatus, i la considera una secció dels Alps occidentals (sector dels Alps del sud-oest). A la vegada aquesta secció es divideix en les subseccions següents:
Subsecció: Alps de les Grandes Rousses i de les Aiguilles d'Arves (5.I)
- Cadena Aiguilles d'Arves-Mes de la Greu
- Cadena Grans Rousses

Subsecció: Cadena de Belledonne (5.II)
- Massís dels Sept Laux
- Cadena Grand Pic de Belledonne-Grand Doménon

Subsecció: Massís dels Écrins (5.III)
- Cadena Écrins-Gran Ruine-Agneaux
- Cadena Meije-Râteau-Soreiller
- Cadena Pelvoux-Bans-Sirac
- Cadena Olan-Rouies
- Cadena Arias-Muzelle

Subsecció: Massís del Taillefer (5.IV)
- Cadena Taillefer-Grand Armet-Tabor-Génépi

Subsecció: Massís del Champsaur (5.V)
- Cadena Vieux Chaillol-Colle Blanche

Subsecció: Massís de l'Embrunais (5.VI)
- Cadena Rougnoux-Rochelaire-Mourre Froid

Subsecció: Muntanyes orientals de Gap (5.VII)
- Cadena Diablée-Dôme de Gap

### Altres subdivisions
Una altra subdivisió possible dels Alps del Delfinat:
- Belledonne
- Grans Rousses
- Massís de Arvan-Villards
- Massís del Taillefer
- Massís dels Escrinhs

## Pics
Els principals pics dels Alps del Delfinat són:
| Barra dels Escrinhs              | 4.102 metres | (13.459 peus) |                       | Pic Felix Neff          | 3.222 metres | (10.571 peus) |
| Meije                            | 3.987 metres | (13.081 peus) |                       | Vieux Chaillol          | 3.163 metres | (10.378 peus) |
| Ailefroide                       | 3.954 metres | (12.972 peus) |                       | Tete de Vautisse        | 3.162 metres | (10.375 peus) |
| Mont Pelvoux                     | 3.946 metres | (12.946 peus) |                       | Grand Pinier            | 3.120 metres | (10.237 peus) |
| Pic Sans Nom                     | 3.913 metres | (12.838 peus) |                       | Pic de Parissis         | 3.050 metres | (10.007 peus) |
| Pic Gaspard                      | 3.880 metres | (12.730 peus) |                       | Mourre Froid            | 2.996 metres | (9.830 peus)  |
| Pic Coolidge                     | 3.756 metres | (12.323 peus) |                       | Grand Pic de Belledonne | 2.977 metres | (9.767 peus)  |
| Gran Ruine                       | 3.754 metres | (12.317 peus) |                       | Rocherblanc (Sept Laux) | 2.931 metres | (9.617 peus)  |
| Rateau                           | 3.754 metres | (12.317 peus) |                       | Taillefer               | 2.861 metres | (9.387 peus)  |
| Els Bans                         | 3.669 metres | (12.037 peus) |                       | Tete de l'Obiou         | 2.793 metres | (9.164 peus)  |
| Montagne des Agneaux             | 3.660 metres | (12.008 peus) |                       | Pic du Freni            | 2.810 metres | (9.219 peus)  |
| Sommet des Rouies                | 3.634 metres | (11.923 peus) |                       | Grand Ferrand           | 2.761 metres | (9.059 peus)  |
| Aiguille du Plat de la Segelli   | 3.596 metres |               | Pic de Bure (Aurouse) | 2.712 metres            | (8.898 peus) |               |
| Olan                             | 3.564 metres | (11.735 peus) |                       |                         |              |               |
| Pic Bonvoisin                    | 3.560 metres | (11.680 peus) |                       |                         |              |               |
| Aiguilles d'Arves (punt més alt) | 3.514 metres | (11.529 peus) |                       |                         |              |               |
| Grans Rousses                    | 3.473 metres | (11.395 peus) |                       |                         |              |               |
| Roche de la Muzelle              | 3.459 metres | (11.349 peus) |                       |                         |              |               |
| Sirac                            | 3.438 metres | (11.280 peus) |                       |                         |              |               |

## Ports de muntanya
Els principals ports als Alps del Delfinat són:
| Nom                        | Ubicació                                    | Tipus                  | Altitud (m./peus) |
| -------------------------- | ------------------------------------------- | ---------------------- | ----------------- |
| Brèche de la Meije         | La Berarde a la Greu                        | neu                    | 3.300/10.827      |
| Brèche des Grans Rousses   | Allemont a Clavans                          | neu                    | 3.100/10.171      |
| Brèche de Valsenestre      | Bourg d'Oisans a Valsenestre                | sendera a peu          | 2.634/8642        |
| Col Bayard                 | L'Emmuralli a Gap                           | carretera              | 1.246/4.088       |
| Col de la Casse Deserti    | La Berarde a la Greu                        | neu                    | 3.510/11.516      |
| Col de la Croix de Fer     | Bourg d'Oisans a Saint-Jean-d'Arves         | carretera              | 2.062/6.765       |
| Col de la Croix Haute      | Grenoble a Serres i Gap                     | carretera, ferrocarril | 1.167/3.829       |
| Col de la Lauze            | Saint-Christophe-en-Oisans a la Greu        | neu                    | 3.543/11.625      |
| Col de l'Alpe de Vénosc    | Vénosc als Deux Alps                        | camí de ferradura      | 1.660/5.446       |
| Col de la Muande           | St Christophe al Val Gaudemar               | neu                    | 3.059/10.037      |
| Col de la Muzelle          | St Christophe a Valsenestre                 | sendera a peu          | 2.500/8.202       |
| Col d'Arsine               | La Greu a li Monêtier-els-Bains             | camí de ferradura      | 2.400/7.874       |
| Col de la Tremp            | La Berarde a Vallouise                      | neu                    | 3.283/10.772      |
| Col de la Vaurze           | Val Gaudemar a Valjouffrey                  | sendera a peu          | 2.600/8.531       |
| Col de l'Eychauda          | Vallouise a li Monêtier-els-Bains           | camí de ferradura      | 2.429/7.970       |
| Col de l'Infernet          | La Greu a Saint-Jean-d'Arves                | sendera a peu          | 2.690/8.826       |
| Col de Martignare          | La Greu a Saint-Jean-d'Arves                | sendera a peu          | 2.600/8.531       |
| Col des Aiguilles d'Arves  | Valloire a Saint-Jean-d'Arves               | neu                    | 3.150/10.335      |
| Col des Avalanches         | La Berarde a Vallouise                      | neu                    | 3.511/11.520      |
| Col des Ecrins             | La Berarde a Vallouise                      | neu                    | 3.415/11.205      |
| Col des Prés Nouveaux      | Li Freney a Saint-Jean-d'Arves              | camí de ferradura      | 2.293/7.523       |
| Col des Quirlies           | Saint-Jean-d'Arves a Clavans                | neu                    | 2.950/9.679       |
| Col des Sept Laux          | Allevard a Bourg d'Oisans                   | camí de ferradura      | 2.184/7.166       |
| Col des Tourettes          | Orcières a Châteauroux-els-Alps             | camí de ferradura      | 2.580/8.465       |
| Col de Val Estrete         | Val Gaudemar a Champoléon                   | sendera a peu          | 2.620/8.596       |
| Col de Vallonpierre        | Val Gaudemar a Champoléon                   | sendera a peu          | 2.620/8.596       |
| Col d'Orcières             | Dormillouse a Orcières                      | camí de ferradura      | 2.700/8.859       |
| Col d'Ornon                | Bourg d'Oisans a l'Emmuralli                | carretera              | 1.360/4.462       |
| Col du Clot des Cavales    | La Berarde a la Greu                        | neu                    | 3.128/10.263      |
| Col du Galibier            | Col du Lautaret a Saint-Michel-de-Maurienne | carretera              | 2.658/8.721       |
| Col du Glacier Blanc       | La Greu a Vallouise                         | neu                    | 3.308/10.854      |
| Col du Glandon             | Bourg d'Oisans a la Chambre                 | carretera              | 1.951/6.401       |
| Col du Goleon              | La Greu a Valloire                          | sendera a peu          | 2.880/9.449       |
| Col du Lautaret            | Briançon a Bourg d'Oisans                   | carretera              | 2.075/6.808       |
| Col du Loup du Valgaudemar | Vallouise a the Val Gaudemar                | neu                    | 3.112/10.210      |
| Col du Says                | La Berarde a the Val Gaudemar               | neu                    | 3.136/10.289      |
| Col du Sele                | La Berarde a Vallouise                      | neu                    | 3.302/10.834      |
| Col du Segellar            | Vallouise a the Val Gaudemar                | neu                    | 3.067/10.063      |
| Col Emile Pic              | La Greu a Vallouise                         | neu                    | 3.502/11.490      |
| Col Lombard                | La Greu a Saint-Jean-d'Arves                | neu                    | 3.100/10.171      |
| Pas de la Cavale           | Vallouise a Champoléon                      | camí de terra (pista)  | 2.740/8.990       |